# San Cayetano (Norte de Santander)
San Cayetano é um município da Colômbia, localizado no departamento de Norte de Santander.